# HD177646
HD177646 — хімічно пекулярна зоря спектрального класу
A3 й має видиму зоряну величину в смузі V приблизно  9,5.